# Eucereon sericeum
Eucereon sericeum är en fjärilsart som beskrevs av Hans Zerny 1931. Eucereon sericeum ingår i släktet Eucereon och familjen björnspinnare. Inga underarter finns listade i Catalogue of Life.